# Passage de Valois
Le passage de Valois est une voie du 1er arrondissement de Paris, en France.

## Situation et accès
Le passage de Valois est situé dans le 1er arrondissement de Paris. Il débute au 5, rue de Valois et se termine sur le péristyle de Valois.

## Origine du nom
Il est ainsi nommé en l'honneur de Louis-Philippe duc de Valois, fils aîné de Louis-Philippe duc d'Orléans.

## Historique
Cette voie privée fait partie du Palais-Royal.